# Marcin Malinowski (piłkarz)
Marcin Malinowski (ur. 6 listopada 1975 roku w Wodzisławiu Śląskim) – polski piłkarz grający na pozycji defensywnego pomocnika, trener piłkarski.
Ma na swoim koncie 458 występów w polskiej Ekstraklasie (303 w Odrze Wodzisław Śląski), co czyni go drugim zawodnikiem z największą liczbą występów w historii Ekstraklasy.

## Kariera piłkarska

### Początki kariery
Karierę zaczynał w ROW Rybnik i Gwarku Zabrze, następnie trafił do Poloni Bytom skąd przeszedł do występującej w Ekstraklasie Odry Wodzisław Śląski w której spędził większość kariery.

### Odra Wodzisław
Wiosną 1997 roku trafił do wodzisławskiej Odry. W Ekstraklasie zadebiutował 8 marca 1997 w meczu Odry przeciwko Górnikowi Zabrze. W rundzie wiosennej sezonu 1996/1997 wystąpił 14 razy i strzelił jedną bramkę. Odra Wodzisław zajęła 3. miejsce w Ekstraklasie co uprawniało ją do udziału w rozgrywkach Pucharu UEFA i Pucharu Intertoto. W Odrze grał do końca sezonu 2001/2002 po czym na dwa sezony (2002/2003 i 2003/2004) trafił do Ruchu Chorzów zaliczając tam tylko 25 występów. W sezonie 2004/2005 powrócił do drużyny z Wodzisławia Śląskiego i występował w niej do czasu aż po 14 latach spadła ona z Ekstraklasy. Uważany jest za jednego z najlepszych piłkarzy w historii Odry. W Odrze Wodzisław Śląski w ciągu 12 sezonów strzelił 10 bramek oraz rozegrał 303 spotkania w Ekstraklasie, dzięki czemu trafił do elitarnej grupy – Klubu 300.

### Ruch Chorzów
Pierwszy raz Malinowski trafił do Ruchu w roku 2002, rozgrywając dla „Niebieskich” dwa sezony: 2002/03 i 2003/04 po czym powrócił do wodzisławskiej Odry. Do Chorzowa ponownie trafił po spadku Odry z Ekstraklasy latem 2010 (sezony od 2010/11 do 2014/15). W sezonie 2011/12 z „Niebieskimi” zdobył wicemistrzostwo Polski i grał w finale Pucharu Polski. W czerwcu 2015 roku Ruch Chorzów nie przedłużył kontraktu z 39-letnim kapitanem Marcinem Malinowskim, który w sumie bronił barw "Niebieskich" przez siedem lat. W barwach Ruchu rozegrał łącznie 7 sezonów, w tym 6 w Ekstraklasie.

### Dalsza kariera
2 lipca 2015 zawodnik podpisał kontrakt z III ligowym Porońcem Poronin, a od 2016 do końca 2018 r. występował w IV ligowym klubie MKP Centrum Wodzisław Śląski.

## Kariera trenerska
W styczniu 2019 został grającym trenerem IV ligowej Unii Turza Śląska.
Od 30 września 2019 do kwietnia 2020 był asystentem trenera Dariusza Dudka w Zagłębiu Sosnowiec. Następnie pełnił taką samą funkcję, również z Dudkiem, w Sandecji Nowy Sącz (od listopada 2020) i ponownie w Zagłębiu Sosnowiec. Po zwolnieniu Dudka z klubu, od 12 kwietnia do 30 czerwca 2023 roku pełnił rolę tymczasowego trenera Zagłębia Sosnowiec.